# Гай Валерий Север
Гай Валерий Север (на латински: Gaius Valerius Severus) е политик и сенатор на Римската империя през 2 век. Произлиза от фамилията Валерии.
През 124 г. той е суфектконсул заедно с Гай Юлий Гал. Консули тази година са Маний Ацилий Глабрион и Гай Белиций Флак Торкват Тебаниан.